# Hrabstwo Lincoln (Missisipi)
Hrabstwo Lincoln (ang. Lincoln County) – hrabstwo w stanie Missisipi w Stanach Zjednoczonych. Obszar całkowity hrabstwa obejmuje powierzchnię 588,17 mil² (1523,35 km²). Według szacunków United States Census Bureau w roku 2009 miało 34 830 mieszkańców.
Hrabstwo powstało w 1870 roku.

## Miejscowości
- Brookhaven[4]

| Populacja hrabstwa w poprzednich latach | Populacja hrabstwa w poprzednich latach |
| Rok                                     | Liczba ludności                         |
| --------------------------------------- | --------------------------------------- |
| 1980                                    | 30 130                                  |
| 1990                                    | 30 278                                  |
| 2000                                    | 33 166                                  |
| 2005                                    | 33 906                                  |